# Вечеш
Вечеш (венг. Vecsés) — город в центральной части Венгрии, в медье Пешт.
Население — 18 711 человек (2005). Площадь города — 36,18 км². Плотность населения — 517,16 чел./км².
Город Вечеш, как и вся Венгрия, находится в часовом поясе, обозначаемом по международному стандарту как Central European Time (CET). Смещение относительно UTC составляет +1:00 (CET, зимнее время) / +2:00 (CEST, летнее время), так как в этом часовом поясе действует переход на летнее время.
Почтовый индекс — 2220. Телефонный код (+36)29.

## Галерея

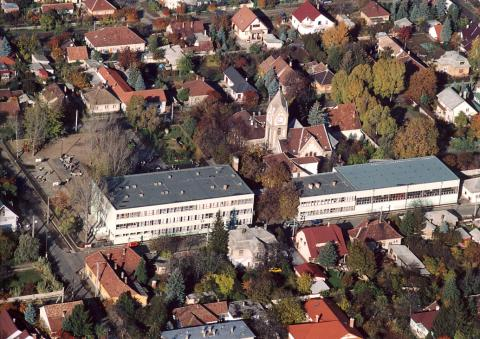
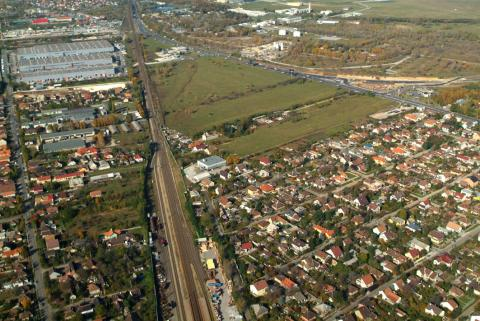
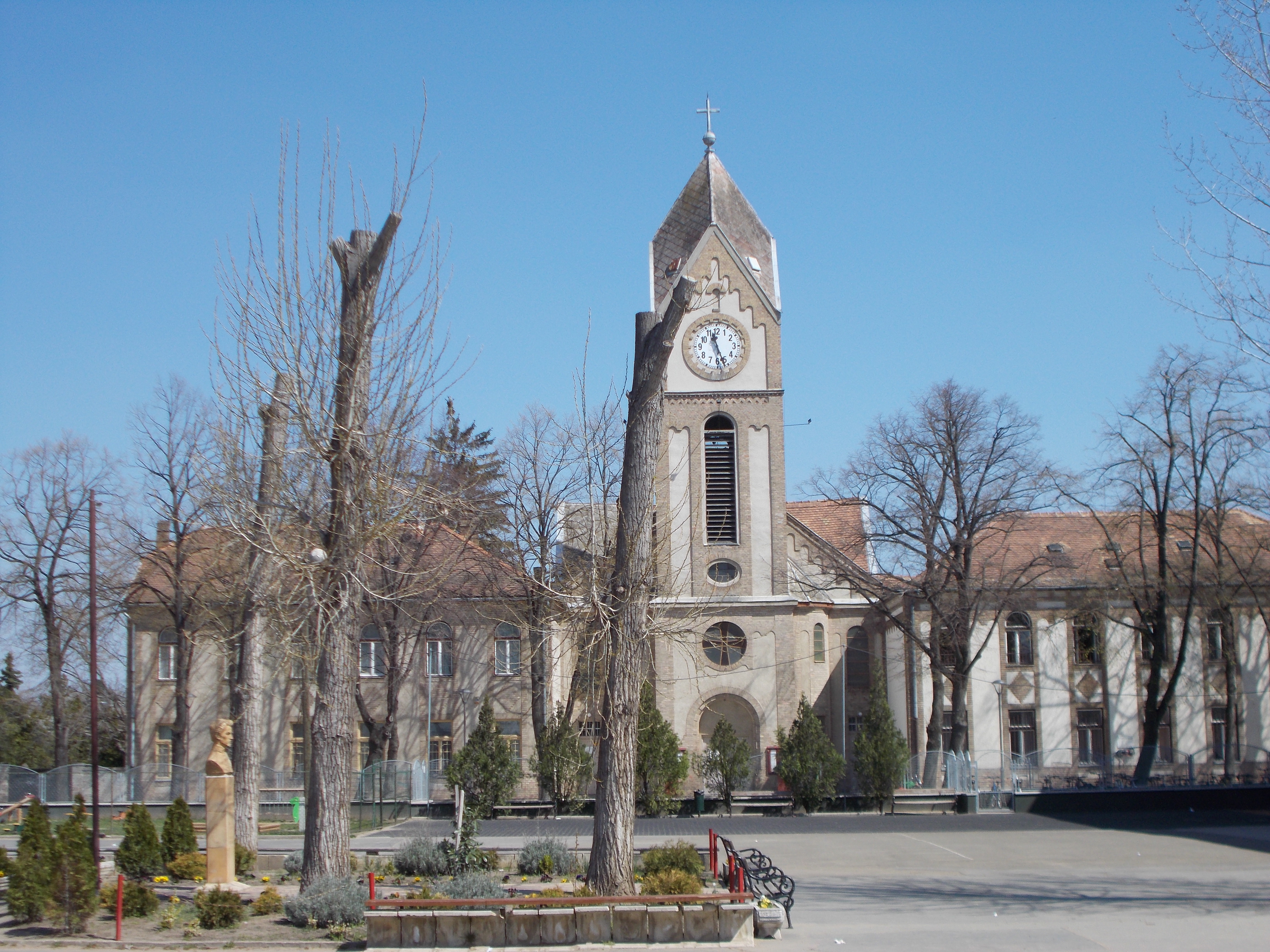

## Население
| Год  | Численность | Численность |
| ---- | ----------- | ----------- |
| 2013 | 20 164      | [ 2 ]       |
| 2014 | 20 255      | [ 3 ]       |
| 2018 | 20 935      | [ 4 ]       |
| 2022 | 21 134      | [ 5 ]       |
| 2023 | 21 352      | [ 6 ]       |
| 2024 | 21 383      | [ 1 ]       |

## Города-побратимы
- Lăzarea[вд], Румыния
- Райнштеттен, Германия